# 三官街道
三官街道是中华人民共和国安徽省滁州市琅琊区下辖的一个街道办事处。

## 行政区划
三官街道下辖以下村级行政区划单位：
八里村、三官社区、邓坝村、新集村和秋桐村。